# Cloud Atlas
Cloud Atlas är en roman av den engelske författaren David Mitchell. Cloud Atlas vann British Book Awards Literary Fiction Award samt Richard & Judy Book of the Year award, samt var nominerad 2004 för Bookerpriset, Nebula Award, Arthur C. Clarke Award och en rad andra utmärkelser.

## Handling
Bokens tidsram spänner över flera århundraden, från 1800-talet till en dystopisk framtid. Berättelsen förs genom en rad olika medier, bland annat dagboksanteckningar, i form av en brevkonversation och ett filmmanus. Boken bygger främst på att återberättaren i senare kapitel upptäcker den tidigare berättarens historia i någon form, och därefter inser att de på ett fantastiskt vis är sammanlänkande genom tidshistorien. 
Historien börjar med dagboksanteckningar från en ung, amerikansk notarie och detaljerar hans försök att ta sig hem till San Francisco från öarna utanför östra Nya Zeeland. Därefter flyttas historien till Belgien i mitten av 1930-talet, och fokuserar på en ung, bisexuell musikbegåvad mans strävan efter rikedom och berömmelse.
Den tredje delen återberättas i form av ett mordmysterium i Kalifornien 1975, där en ung, kvinnlig journalist intar huvudrollen. 
Bokens fjärde del centrerar kring en publicist, och hans rymningsförsök från ett ålderdomshem under början av 2000-talet. Den femte delen utspelar sig i ett enat, dystopiskt framtida Korea, och återberättas från perspektivet av en klon, som tillhör den tjänande klassen.
Den sjätte och sista delen tar plats i ett post-apokalyptiskt Hawaii, där en del av mänskligheten återfallit till ett mer primitivt stadium, medan en annan del, "de framsynta" (the prescient) har kvar avancerad teknik från förr.

## Tema
Bokens övergripande tema är enligt David Mitchell ett utforskande av människans rovdjursliknande instinkter; utnyttjande och exploatering, mellan individer såväl som grupper.

## Filmatisering
2012 filmatiserades boken i regi av Syskonen Wachowski och Tom Tykwer. Tom Hanks, Halle Berry och Hugo Weaving hade några av rollerna.